# Logiya
Le Logiya ou Logia, est une rivière du centre-est de l'Éthiopie, un affluent gauche de la rivière Awash.

## Géographie
Le Logiya s'élève dans les Hauts plateaux éthiopiens, puis coule vers l'est pour rejoindre l'Awash près de Semera, en dessous du Barrage de Tendaho.
Il traverse des zones de plaines plates avec des limites montagneuses dans la Vallée du Grand Rift du nord-est de l'Éthiopie.[citation nécessaire]

## Caractéristiques

### Bassin versant
Le bassin versant de Logiya fait partie du bassin inférieur de la rivière Awash (LARB). La partie supérieure se trouve dans la Zone Wollo Nord de la Région Amhara. Plus bas, il se trouve dans la Région Afar. Le bassin versant de Logiya se trouve à l'ouest de la rivière Awash et couvre une superficie de 3 197,968 km2. Les altitudes varient de 384 à 2 487 m au-dessus du niveau de la mer. L'altitude moyenne est de 890,6 m au-dessus du niveau de la mer. La température annuelle moyenne est de 20,8 °C dans les parties les plus élevées et de 29 °C dans la partie inférieure.
Le bassin versant est principalement constitué de basses terres arides et présente des températures et des précipitations fluctuantes. La couverture végétale comprend des steppes herbacées, des arbustes, des steppes arborées et des sols nus avec une végétation très clairsemée. Le bassin versant souffre d'une grave dégradation des sols et de la désertification. Cependant, en particulier dans les régions supérieures pendant les périodes de fortes précipitations, il peut être sujet à des inondations.

### Hydrologie
La principale saison des pluies s'étend de juin à septembre. La saison sèche s'étend d'octobre à janvier et la petite saison des pluies s'étend de février à mai. Les précipitations annuelles moyennes varient de 1 600 mm dans les hautes terres à 160 mm dans les basses terres.